# Inception (Sanctuary)
Inception è una raccolta di demo in versione ri-masterizzata (risalenti al 1986) del gruppo musicale statunitense Sanctuary, pubblicato nel 2017.

## Il disco
Eccetto il primo e l'ottavo in scaletta, tutti i brani verranno riregistrati in occasione del primo album in studio: Refuge Denied.

## Tracce
1. Dream of the Incubus
2. Die for My Sins
3. Soldiers of Steel
4. Death Rider / Third War
5. White Rabbit
6. Ascension to Destiny
7. Battle Angels
8. I Am Insane
9. Veil of Disguise

## Formazione
- Warrel Dane - voce
- Jim Sheppard - basso
- Lenny Rutledge - chitarra, cori
- Sean Blosl - chitarra, cori
- Dave Budbill - batteria, cori
- Rich Furtner - basso in Soldiers of Steel e Battle Angels